# Colin Stetson
Colin Stetson is een Amerikaans bassaxofonist en saxofonist die bekend is vanwege zijn door jazz beïnvloede solowerk en zijn vele samenwerkingen met bekende indiebands. Hij werd geboren in het Amerikaanse Ann Arbor, Michigan, maar woont tegenwoordig in het Canadese Montreal, Quebec. Typerend voor zijn saxofoonspel is het gebruik van circulaire ademhaling, een techniek waarbij men ononderbroken geluid hoort.
Stetson heeft opgetreden en opgenomen met artiesten als Tom Waits, Arcade Fire, TV on the Radio, Leslie Feist, Bon Iver, My Brightest Diamond, Laurie Anderson, David Byrne, Jolie Holland, Sinéad O'Connor, LCD Soundsystem, The National, Godspeed You! Black Emperor, Angélique Kidjo, Kevin Devine, Beanie Burnett en Anthony Braxton. Daarnaast heeft hij drie solo-albums gemaakt.

## Discografie

### Solo-albums
- New History Warfare Vol. 1 (2007)
- New History Warfare Vol. 2: Judges (2011)
- New History Warfare Vol. 3: To See More Light (2013)